# Lijst van gemeenten in Bilecik
Onderstaande lijst bevat alle gemeenten (2000) in de Turkse provincie Bilecik.
| District  | Gemeente  |
| --------- | --------- |
| Bilecik   | Bayırköy  |
| Bilecik   | Bilecik   |
| Bilecik   | Vezirhan  |
| Bozüyük   | Bozüyük   |
| Bozüyük   | Cihangazi |
| Bozüyük   | Dodurga   |
| Gölpazarı | Gölpazarı |
| İnhisar   | İnhisar   |
| İnhisar   | Tarpak    |
| Osmaneli  | Osmaneli  |
| Pazaryeri | Pazaryeri |
| Söğüt     | Çaltı     |
| Söğüt     | Küre      |
| Söğüt     | Söğüt     |
| Yenipazar | Yenipazar |